# Алан Роберт Рабіновіц
Алан Роберт Рабіновіц (англ. Alan Robert Rabinowitz; 31 грудня 1953 — 5 серпня 2018) — американський зоолог, який працював президентом, генеральним директором та головним вченим у Panthera Corporation, некомерційній природоохоронній організації, що займається охороною 40 видів диких кішок у світі. Журнал Тайм назвав його «Індіаною Джонсом охорони дикої природи». Він вивчав ягуарів, димчастих леопардів, азійських леопардів, тигрів, суматранських носорогів, бенгальських кішок, а також ведмедів, єнотів та цивет .

## Раннє життя
Алан Рабіновіц народився у сім'ї Ширлі та Френка Рабіновіц у Брукліні (Нью-Йорк), але незабаром переїхав до Квінса. У початковій школі у нього було серйозне заїкання. Не маючи можливості спілкуватися зі своїми однолітками та вчителями, Рабіновіц зацікавився дикою природою, з якою він міг спілкуватися.
Пізніше Рабіновіц регулярно згадував, як у дитинстві він зацікавився охороною дикої природи. У 2008 році відео Рабіновіца, що розповідає цю історію в The Colbert Report, стало вірусним. Він служив представником Фонду заїкання (SFA).
У 1974 році Рабіновіц отримав ступінь бакалавра з біології та хімії в Західному коледжі Меріленда (нині коледж МакДеніель) у Вестмінстері, штат Меріленд. Потім він отримав ступінь магістра наук (1978) та кандидатську дисертацію (1981) з екології з Університету Теннессі.

## Кар'єра
До заснування Panthera Corporation разом із головою організації Томасом Капланом у 2006 році він працював виконавчим директором науково-дослідного відділу Товариства охорони дикої природи, де він пропрацював майже 30 років.
Працюючи в М'янмі в долині Хуконг у 1997 році, він відкрив чотири нових види ссавців, включаючи найпримітивніші вид оленів у світі, Muntiacus putaoensis. Його робота в М'янмі призвела до створення п'яти нових заповідних територій, включаючи перший у країні морський парк, морський національний парк острова Лампі; перший і найбільший гімалайський національний парк М'янми — національний парк Хкакаборазі; найбільший заповідник дикої природи країни — заповідник долини Хуконг; найбільший у світі заповідник тигрів та одна з найбільших заповідних територій у світі; і заповідник дикої природи Хпонканразі — територія, яка об'єднує долину Хуконг і національний парк Хкакаборазі для суміжної охоронюваної території площею понад 5000 квадратних миль, що називається Північний лісовий комплекс.
Рабіновіц також заснував перший у світі заповідник ягуарів — заповідник дикої природи в басейні Кокскомб у Белізі та заповідник гори Тау, найбільшу охоронювану територію Тайваню та останній шматочок недоторканого низинного лісу. У Таїланді він провів перші польові дослідження індокитайських тигрів, індокитайських леопардів та азійських леопардових кішок, що призвело до створення заповідника дикої природи Хуайкхакхенг .
Одним із його досягнень стала концептуалізація та реалізація Коридору ягуара, серії біологічних та генетичних коридорів для ягуарів у всьому їх діапазоні від Мексики до Аргентини.
Його проєкт створення ланцюга охоронюваних місць проживання тигра на півдні Гімалаї був у центрі уваги документального серіалу BBC Natural History «Загублена земля тигра» (2010). Команда експедиції місяць досліджувала статус великих котів у Бутані, що призвело до повторного відкриття тигрів, що живуть на набагато більших висотах, ніж вважалося раніше.
У листопаді 2017 року Рабіновіц пішов з посади президента та генерального директора, щоб обійняти посаду головного вченого Panthera Corporation де він курирував масштабні програми з охорони природи, орієнтовані на тигрів, левів, ягуарів та снігових барсів, а також додаткові проєкти, присвячені охороні пум, гепардів і леопардів.

## Смерть
У 2001 році у Рабіновіца був діагностований хронічний лімфолейкоз Він помер 5 серпня 2018 року від прогресування раку.